# 11180 Brentperlman
11180 Brentperlman è un asteroide della fascia principale. Scoperto nel 1998, presenta un'orbita caratterizzata da un semiasse maggiore pari a 2,7337483 au e da un'eccentricità di 0,0842080, inclinata di 4,70358° rispetto all'eclittica.